# 2004年夏季残疾人奥林匹克运动会冰岛代表团
2004年夏季残疾人奥林匹克运动会冰岛代表团是冰岛派出的2004年夏季残疾人奥林匹克运动会代表团。获得1枚金牌和3枚银牌。